# Artistique-Weltmeisterschaft 1988

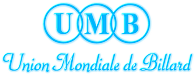
Logo UMB (ausrichtender Verband)

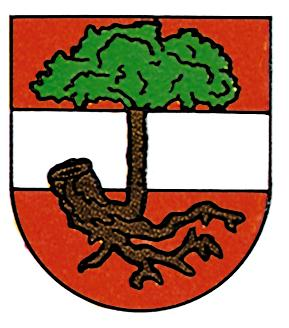
Veranstaltungsort: Stockerau

Die Billard-Artistique-Weltmeisterschaft 1988 war das 18. Turnier in dieser Disziplin des Karambolagebillards und fand vom 1. bis zum 4. Dezember 1988 in Stockerau statt. Es war die erste Artistique-WM in Österreich.

## Geschichte
In Stockerau wurde den Zuschauern wieder ein Weltklasseturnier geboten. Gleich fünf Akteure blieben über der magischen 300-Punktemarke. Sieger wurde der amtierende Europameister und jetzt auch Weltmeister Jean Bessems aus den Niederlanden. Er blieb mit 354 Punkten nur einen Punkt über dem aktuellen Weltrekord von Raymond Steylaerts. Platz zwei sicherte sich der dreifache Weltmeister Léo Corin vor dem zweiten Niederländer Jan Brunnekreef. Norbert Schmidt aus Essen, der Platz sieben belegte, stellte mit 295 Punkten einen neuen deutschen Rekord auf. Der österreichische Teilnehmer Rober Immervoll, der auch stark an der Organisation des Turniers beteiligt war, wurde leider nur Letzter. Besonderer Dank galt nach dem Turnier auch den beiden Hauptschiedsrichtern René Vingerhoedt und Hans de Jager.

## Modus
Gespielt wurden 68 verschiedene Figuren mit verschiedenen Punktewertungen. Jeder Teilnehmer hatte pro Figur drei Versuche. Die maximale Punktzahl betrug 500 Punkte.

Gewertet wurde wie folgt:
1. Punkte = Erzielte Punkte
2. Versuche = Anzahl der gespielten Versuche
3. gelöste Figuren = gelöste Figuren
4. HS = Punkte der nacheinander gelösten Figuren

## Abschlusstabelle
| Platz                        | Name               | Punkte | Versuche | gel. Figuren | HS |
| ---------------------------- | ------------------ | ------ | -------- | ------------ | -- |
| 1                            | Jean Bessems       | 354    | 127      | 50           | 56 |
| 2                            | Léo Corin          | 320    | 139      | 46           | 51 |
| 3                            | Jan Brunnekreef    | 320    | 145      | 46           | 79 |
| 4                            | Xavier Fonellosa   | 306    | 155      | 43           | 81 |
| 5                            | Angelo Casales     | 303    | 161      | 43           | 52 |
| 6                            | Tadashi Machida    | 296    | 152      | 42           | 35 |
| 7                            | Norbert Schmidt    | 295    | 143      | 44           | 65 |
| 8                            | Raymond Steylaerts | 274    | 162      | 39           | 61 |
| 9                            | Jordi Oliver       | 258    | 157      | 38           | 28 |
| 10                           | Claude Pacetti     | 209    | 170      | 31           | 37 |
| 11                           | Morasama Kawashima | 186    | 177      | 28           | 28 |
| 12                           | Robert Immervoll   | 165    | 179      | 26           | 26 |
| Turnierdurchschnitt: 54,76 % |                    |        |          |              |    |